# ولیکی اورخک
ولیکی اورخک (اسلوونیایی: Veliki Orehek) یک زیستگاه انسانی در اسلوونی است که در نوو مستو واقع شده‌است.

## خصوصیات
ولیکی اورخک ۱٫۰۱ کیلومترمربع مساحت و ۸۸ نفر جمعیت دارد و ۲۸۰٫۵ متر بالاتر از سطح دریا واقع شده‌است.